# チャーリー・パティーノ
チャーリー・マイケル・パティーノ（Charlie Michael Patino, 2003年10月17日 - ）は、イングランド・ワトフォード出身のサッカー選手。デポルティーボ・ラ・コルーニャ所属。ポジションはMF。

## 経歴
ワトフォード出身、セント・オールバンズ・シティFCの下部組織に加入したのちに、7歳でルートン・タウンFCに移籍。2015年、11歳の時アーセナルFCの下部組織に移籍した。2020年10月、プロ契約を結ぶ。
2022年8月3日、ブラックプールFCへレンタル移籍。
2023年8月11日、スウォンジー・シティAFCへレンタル移籍。
2024年8月26日、デポルティーボ・ラ・コルーニャに4年契約で移籍した。

## 代表歴
イングランド代表U-15代表から年代別代表に選出されている。